# Libuše Žáková
Libuše Žáková prov. Cikrdlová (* 18. prosince 1928 Vojkovice) je bývalá československá atletka českého původu, která se specializovala na hod oštěpem.
Začínala v Sokole Brno I. V letech 1951–68 závodila za Zbrojovku Brno, Slavii Brno Žabovřesky, Slavii Vysoké školy Brno a TJ Spartak ZJŠ Brno. Jejím manželem byl výškař Zdeněk Cikrdle (1927–1987).
S vrcholovou atletikou skončila po zranění v roce 1955, poté se věnovala volejbalu – až do svých 50 let hrála druhou nejvyšší československou soutěž.

## Osobní rekord
- hod oštěpem – 45,94 m (rok 1953)[1]